# 賀寧·卡爾森
賀寧·卡爾森（英語：Henning Carlsen，1927年6月4日—2014年5月30日），是一名丹麦电影导演、剧作家和出品人。他指导过《饥饿》、《人们相聚，甜美之音沁人心扉》。他赢得过两次博迪尔奖。
2014年，他于丹麦哥本哈根去世，享年86岁。